# 1818 Brahms
1818 Brahms è un asteroide della fascia principale. Scoperto nel 1939, presenta un'orbita caratterizzata da un semiasse maggiore pari a 2,1642365 UA e da un'eccentricità di 0,1779156, inclinata di 2,97992° rispetto all'eclittica.
L'asteroide è dedicato al compositore tedesco Johannes Brahms.